# 洲本市立洲本第三小学校
洲本市立洲本第三小学校（すもとしりつ すもとだいさんしょうがっこう）は、兵庫県洲本市物部一丁目にある公立小学校。略称は「洲三小」（すさんしょう）、「第三」（だいさん）。
令和元年5月1日現在の児童数は447人。淡路県民局管内では最多の児童数を有する小学校である。

## 沿革
- 1920年（大正9年）4月1日 - 物部校、潮校を移築し洲本町立洲本第三尋常高等小学校として創立。
- 1923年（大正12年）12月 - 下屋敷の洲本第一尋常小学校（現在の洲本中央公民館付近、現在の洲本第一小学校とは関係ない）を併合する。
- 1924年（大正13年）3月 - 築狭（ちくさ）分教場を併合する。
- 1924年（大正13年）4月 - 校区を変更し物部地区、塩屋筋以西、千草地区となる。
- 1934年（昭和9年）4月 - 高等科を洲本第一尋常高等小学校に合併し、校名を洲本第三尋常小学校に改称する。
- 1941年（昭和16年）4月1日 - 洲本第三国民学校に改称
- 1947年（昭和22年）4月1日 - 洲本市立洲本第三小学校に改称
- 1951年（昭和26年）4月1日 - 同校地に洲本市立第三幼稚園を併設。
- 1961年（昭和36年）10月13日 - 放火により北校舎東部分を焼失
- 1962年（昭和37年）7月21日 - 北校舎東部分を復旧。

## 校区
- 本町七丁目・栄町三丁目の塩屋筋に面していない地域、山手三丁目5番・6番、本町八丁目、栄町四丁目、物部一丁目 - 三丁目、物部、上物部一丁目・二丁目、上物部、千草庚、千草甲、千草乙、千草己、千草丁、千草丙、千草戊、千草
  - 住居表示実施前の町名で校区が決まっているため現在の町名で表すと複雑になる。

洲本第三小学校の卒業生は、外町地区（本町七・八丁目、栄町三・四丁目、山手三丁目の一部）は洲浜中学校、それ以外は青雲中学校の校区となるため中学校では分かれることになる。

## 校歌
- 作詞: 川路柳虹
- 作曲: 永井巴

洲一小、洲二小の校歌は三熊山を歌っているが、洲三小の校歌では先山（淡路富士）を歌っている。

## 通学区域が隣接している学校
- 洲本市立大野小学校
- 洲本市立加茂小学校
- 洲本市立洲本第一小学校
- 洲本市立洲本第二小学校
- 洲本市立由良小学校
- 南あわじ市・洲本市小中学校組合立広田小学校